# Томпсон, Стит
Стит Томпсон (1885—1976) — американский фольклорист и сказковед, его называют «самым важным фольклористом Америки».

## Биография
Родился 7 марта 1885 года в городе Блумфилд, штат Кентукки, в семье Джона Уордена и Элизы МакКласки.
В возрасте двенадцати лет семья переехала в Индианаполис, где Стит учился в Университете Батлера с 1903 по 1905 год; затем получил степень бакалавра в Висконсинском университете в 1909 году — его дипломная работа называлась «Возвращение из мертвых в популярных сказках и балладах» («The Return from the Dead in Popular Tales and Ballads»). После этого Томпсон преподавал в Lincoln High School в Портленде, штат Орегон, и за это время выучил норвежский язык у местных лесорубов. Он получил степень магистра английской литературы в Калифорнийском университете в Беркли в 1912 году.
С 1912 по 1914 год Стит Томпсон продолжил своё образование в Гарвардском университете у Джорджа Киттреджа, подготовив диссертацию и получив докторскую степень. После этого, в период Первой мировой войны, он работал преподавателем английского языка в Техасском университете в Остине.
В 1921 году Томпсон был назначен адъюнкт-профессором английского факультета Университета Индианы в Блумингтоне, в течение года подготовил и начал читать курсы по фольклору: это были одни из первых курсов в этой области знаний, преподаваемых в Соединенных Штатах. Его приверженность продвижению академических исследований в области фольклора привела к созданию в 1949 году в Индиане программы докторантуры по фольклору — первой в своем роде в Соединенных Штатах.
Начиная с 1942 года, он организовал неофициальный четырёхгодичный летний «Институт фольклора» («Institute of Folklore»), который продолжал свою работу после выхода Томпсона на пенсию в 1955 году. Это академическое учреждение объединило ученых, интересующихся фольклором, и помогло структурировать развивающуюся дисциплину. В 1962 году в Блумингтоне был основан постоянный Институт фольклора, администратором и главным редактором его журнальных публикаций был Ричард Дорсон.
Умер от сердечной недостаточности 10 января (по другим данным 13 января) 1976 года в своём доме в Колумбусе, штат Индиана.

## Исследования и заслуги
Стит Томпсон был автором и соавтором многих трудов, а также переводил большое количество книг и статей по фольклору. Наиболее известен он стал своей капитальной работой по классификации мотивов (сюжетов) народных сказок. Его шеститомный труд Motif-Index of Folk-Literature считается международным ключом к традиционному материалу.
Начал он собирать и архивировать традиционные баллады, сказки, пословицы, афоризмы, загадки и другие народные произведения в 1920-х годах. Примерно в это же время некоторые европейские ученые (особенно Антти Аарне) также проводили исследования и изучали распространение народных сказок по всему миру. На основании работ Антти Аарне Томпсон разработал «Указатель сказочных типов», создав каталог типов сказок, куда вошли сказки из Европы и Азии. Опираясь на эту работу, он опубликовал свой знаменательный труд — Motif-Index of Folk-Literature, часто называемый Thompson’s motif-index. Этот труд был написан в 1932—1936 годах, переработан и дополнен в 1955—1958 годах.
Продолжая работу в этой области, в возрасте 83 лет он выпустил антологию «Сто любимых сказок» («One Hundred Favorite Folktales»).